# Diccionario de rimas
Un diccionario de rimas es un diccionario en el que las palabras se agrupan atendiendo a su rima.
Derecho rimar

## En español
En 1644, Juan Díaz Rengifo publicó su obra Arte poetica española con una fertilissima silva de consonantes comunes, propios, esdruxulos y reflexos, que incluía listas de palabras agrupadas según su rima.
En 1829, A. Tracia publicó en Barcelona el Diccionario de la rima o consonantes de la lengua castellana, que su autor consideraba el verdadero primer diccionario de este tipo en español al juzgar el de Rengifo como una obra escasa y desordenada.
Otro ejemplo de diccionario es el de Juan Landa, publicado en 1867: 

## En otros idiomas
En China se publicó[¿cuándo?] un diccionario que dividía los caracteres chinos teniendo en cuenta su fonética.
En 1775, John Walker publicó un diccionario que ordenaba las palabras del idioma inglés según su terminación.
| Word         | Reversed     | Definition                                    |
| ------------ | ------------ | --------------------------------------------- |
| Felucca      | acculef      | A small open boat, s.                         |
| Angelica     | acilegna     | A plant, s.                                   |
| Basílica     | acilisab     | The middle vein of the arm, a.                |
| Vomica       | acimov       | An encysted tumour in the lungs, a.           |
| Pica         | acip         | The green sickness; a printing letter, a.     |
| Sciatica     | acitaics     | The hip-gout, s.                              |
| Anasarca     | acrasana     | A sort of dropsy, or pitting of the flesh, s. |
| Armada       | adamra       | A large fleet of ships of war, s.             |
| Cassada      | adassac      | An American plant, s.                         |
| Coloquintida | aditniuqoloc | The bitter apple, s.                          |
| Asafoetida   | aditeofasa   | A stinking gum, s.                            |
| Credenda     | adnederc     | Articles of faith, s. plur.                   |
| Panacea      | aecanap      | A universal medicine; an herh, a.             |
| Idea         | aedi         | Mental imagination, s.                        |
| Bohea        | aehob        | A species of tea, s.                          |
| Lea          | ael          | Grass land enclosed, s,                       |
| Flea         | aelf         | A troublesome insect, s. -r                   |